# 銭唐県
銭唐県（せんとう-けん）は中華人民共和国浙江省杭州市にかつて存在した県。後に設置された銭塘県とは別の行政区画である。

## 歴史
銭塘県は前222年に秦朝により会稽郡に設置された銭唐県である。隋朝には杭州が設置され、銭唐県に州治が設置された。
唐朝により銭塘県と改称された。
五代十国時代、呉越が杭州に建都すると、922年（龍徳2年）に銭塘県は銭塘県・塩官県に分割された。

### 設置
前222年、銭唐県が設置される。

### 廃止
922年（龍徳2年）、銭塘県及び塩官県に分割される。
| 前の行政区画 - | 浙江省の歴史的地名 前222年 - 922年 | 次の行政区画 銭塘県 塩官県 |